# The Bargain Store
The Bargain Store släpptes i mars 1975 och är ett studioalbum av Dolly Parton. I det av Dolly Parton skrivna titelspåret jämför hon billigare affärer med dåliga relationer. Sången togs bort från många countrystationsers spellista, textraden "you can easily afford the price" ("Du har enkelt råd med priset") ansågs handla om prostitution. Trots lite speltid toppade singeln USA:s countrylistor i april 1975.
Albumet bestod mest av låtar skrivna av Dolly Parton själv, men innehöll även Merle Haggards "You'll Always Be Special to Me". Merle Haggard spelade i sin tur in en cover på Dolly Partons "Kentucky Gambler" från albumet, senare under 1975.)

## Låtlista
1. The Bargain Store (Dolly Parton)
2. Kentucky Gambler (Dolly Parton)
3. When I'm Gone (Dolly Parton)
4. The Only Hand You'll Need to Hold (Dolly Parton)
5. On My Mind Again (Porter Wagoner)
6. I Want to Be What You Need (Dolly Parton)
7. Love to Remember (Dolly Parton)
8. You’ll Always Be Special To Me (Merle Haggard)
9. He Would Know (Dolly Parton)
10. I’ll Never Forget (Dolly Parton)